# Hollywood sau ruina
Hollywood sau ruina (titlul original: în engleză Hollywood or Bust) este un film de comedie american din 1956 regizat de Frank Tashlin. Rolurile principale sunt interpretate de actorii Dean Martin și Jerry Lewis.

## Distribuție
- Dean Martin – Steve Wiley
- Jerry Lewis – Malcolm Smith
- Pat Crowley – Terry Roberts
- Maxie Rosenbloom – Bookie Benny
- Anita Ekberg – ea însăși
- Adelle August – dansatorul
- Chet Brandenburg – Stagehand
- Kathryn Card – femeia vârstnică
- Franklyn Farnum – un membru al audienței
- Joe Gray – Gambler
- Richard Karlan – Sammy Ross
- Deana Martin – fetița de 7 ani
- Torben Meyer – chelnerul

## Legături externe
- Hollywood sau ruina la Internet Movie Database
- Hollwood or Bust la TCM Movie Database